# آلما زیدهوف-بوشر
آلما زیدهوف-بوشر (آلمانی: Alma Siedhoff-Buscher؛ ۴ ژانویه ۱۸۹۹ – ۲۵ سپتامبر ۱۹۴۴) طراح اهل رایش آلمان بود.
او یکی از دانش‌آموختگان مدرسهٔ مشهور باوهاوس و از شاگردان پاول کله و واسیلی کاندینسکی بود.
وی در ۲۵ سپتامبر ۱۹۴۴ میلادی در یک حملهٔ هوایی به شهر فرانکفورت در جریان جنگ جهانی دوم کشته شد.